# Lamellofoon

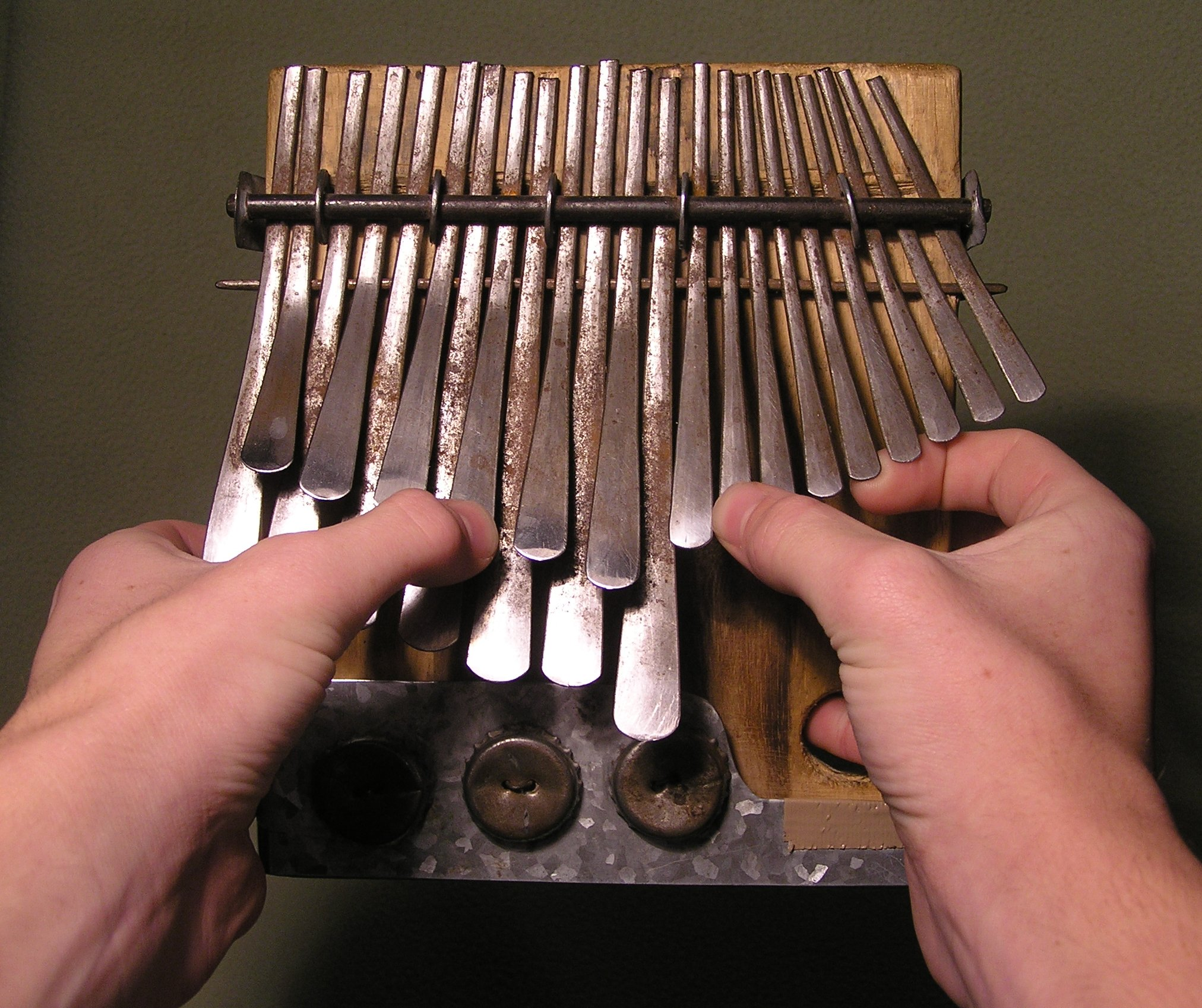
Een duimpiano

Een lamellofoon is een muziekinstrument waarbij (meestal) metalen lichamen de klank doen ontstaan door resonantie van de metalen lichamen en van de klankkast waaraan de klanklichamen zijn bevestigd. Het verschil met een metallofoon is dat bij een metallofoon de klanklichamen los liggen en de klank ontstaat door resonantie van alleen de klanklichamen.
Een bekend voorbeeld is de duimpiano, een Afrikaans muziekinstrument bestaande uit een houten plankje en een klankkast waarop een aantal ijzeren of rieten staafjes van ongelijke lengte en dus van ongelijke toonhoogte bevestigd zijn en met de duimen worden getokkeld.
De duimpiano is een instrument dat zich uitsluitend op het Afrikaanse continent heeft ontwikkeld en zich van daaruit met de emigratie van de zwarte slaven verder verspreid heeft over Centraal- en Zuid-Amerika. (cf. de xylofoon)
Instrumenten met doorslaande tongen lijken qua geluidsproductie op lamellofonen omdat de toonhoogte vooral wordt bepaald door de fysieke kenmerken van deze zogenoemde vrije rieten. Maar omdat de tongen worden bewogen door een luchtstroom, worden ze geschaard onder de aerofonen. Voorbeelden van instrumenten met doorslaande tong: mondharmonica, melodica, accordeon en harmonium.

## Lamellofonen
- Kalimba
- Kisanji
- Likembe
- Marímbula
- Mbira (duimpiano)
- Mondharp
- Morsing
- Sanza
- Speeldoos
- Stemvork